# Cruiservikt
Cruiservikt är en viktklass inom boxning och MMA. 
Inom boxning rangordnas den mellan lätt tungvikt och tungvikt. Viktklassen är relativt ny och tillkom först under 1980-talet. Den infördes på grund av att tungviktarna blivit allt tyngre med åren. Ännu i början av 1970-talet var det ovanligt med tungviktsboxare som vägde över 100 kg, men 30 år senare kunde man nästan se det mer som regel än undantag. Viktklassen infördes formellt av WBC (World Boxing Council) 1979 och bestämdes till mellan 79,3 och 86,1 kg. 2003 höjdes viktgränsen till 90,7 kg. Matcher i denna viktklass ordnas numera sällan och klassens VM-titel har låg status i boxningskretsar.
Inom MMA rangordnas den också mellan lätt tungvikt och tungvikt. Viktklassen infördes av ABC (Association of Boxing Commissions) 2017 som en av fyra nya viktklasser. Eftersom viktklassen är ny och delvis konkurrerar med inarbetade viktklasser är det år 2019 bara Brave CF bland de internationella MMA-organisationerna som använder den.